# Spencer Drango
Spencer Joseph Drango (Indianapolis, 15 ottobre 1992) è un giocatore di football americano statunitense che milita nel ruolo di offensive guard per i Los Angeles Chargers della National Football League (NFL).

## Biografia

### Cleveland Browns
Dranfo al college giocò a football con i Baylor Bears dal 2012 al 2015, venendo premiato per due volte come All-American. Fu scelto nel corso del quinto giro (168º assoluto) nel Draft NFL 2016 dai Cleveland Browns. Debuttò come professionista nel primo turno contro i Philadelphia Eagles e sette giorni dopo disputò la prima gara come titolare al posto dell'infortunato Joel Bitonio. Concluse la sua stagione da rookie disputando tutte le 16 partite, 9 delle quali come titolare.

### Los Angeles Chargers
Il 18 settembre 2018, Drango firmò con i Los Angeles Chargers.